# A lyga 2006
L'edizione 2006 della A lyga fu la diciassettesima del massimo campionato lituano dal ritorno all'indipendenza; vide la vittoria finale dell'FBK Kaunas, giunto al suo 7º titolo.
Capocannoniere del torneo fu Serhij Kuznecov (Vėtra Vilnius), con 18 reti.

## Formato
Vista l'assenza di promozioni e retrocessioni, le squadre rimasero le stesse della stagione precedente.
Le 10 squadre si affrontarono in un doppio turno di andata e ritorno, per un totale di 36 partite per squadra. L'ultima retrocesse direttamente, mentre la penultima effettuò un turno di play-off promozione / retrocessione contro la seconda delle squadre di 1 Lyga promuovibili (escluso, quindi, le formazioni riserve).

## Classifica finale
|                     | Pos. | Squadra    | Pt | G  | V  | N  | P  | GF | GS  | DR  |
| ------------------- | ---- | ---------- | -- | -- | -- | -- | -- | -- | --- | --- |
| Lituania (bandiera) | 1.   | FBK Kaunas | 88 | 36 | 28 | 4  | 4  | 85 | 30  | +55 |
|                     | 2.   | Ekranas    | 67 | 36 | 20 | 7  | 9  | 63 | 39  | +24 |
|                     | 3.   | Vėtra      | 61 | 36 | 17 | 10 | 9  | 49 | 35  | +14 |
|                     | 4.   | Žalgiris   | 54 | 36 | 14 | 12 | 10 | 52 | 39  | +13 |
|                     | 5.   | Sūduva     | 53 | 36 | 15 | 8  | 13 | 48 | 44  | +4  |
|                     | 6.   | Atlantas   | 52 | 36 | 14 | 10 | 12 | 46 | 41  | +5  |
|                     | 7.   | Vilnius    | 47 | 36 | 11 | 14 | 11 | 46 | 40  | +6  |
|                     | 8.   | Šiauliai   | 41 | 36 | 10 | 11 | 15 | 42 | 46  | -4  |
|                     | 9.   | Šilutė     | 18 | 36 | 5  | 3  | 28 | 25 | 77  | -52 |
|                     | 10.  | Nevėžis    | 17 | 36 | 4  | 5  | 27 | 35 | 100 | -65 |

### Play-off
| Squadra 1 | Totale          | Squadra 2 | Andata | Ritorno |
| --------- | --------------- | --------- | ------ | ------- |
| Interas   | 2 - 2 (4-3 dcr) | Šilutė    | 1 - 0  | 1 - 2   |

### Verdetti
- FBK Kaunas Campione di Lituania 2006.
- Šilutė retrocesso dopo i play-off, ma in seguito ripescato.
- Nevėžis Kėdainiai retrocesso I lyga.
- Interas promosso in A Lyga.